# Арменелос
Арменелос је измишљен град из Средње земље, чувеног творца триологије Господар прстенова, Џон Роналд Руел Толкина.
Арменелос је главни град Нуменора, Арменелос је подигнут на падинама Менел-тарме, највише планине острвског краљевства. Понекад је називан и Арменелос Златни, а у њему се налазио двор краљева Нуменора и многи од најлепших нуменорских храмова. Овде је Саурон доведен у ланцима и, искористивши своју подмуклу злобу, завео је и искварио краља, изазивајући пропаст Нуменора.